# Château de Faye
Pour les articles homonymes, voir Château de la Faye et Faye.
Le château de Faye est situé sur la commune de Flavignac dans la Haute-Vienne.

## Histoire
La terre de Faye entra assez tôt, peut-être dès les environs de l'an Mil, dans la dépendance de l'abbaye de Solignac. L'abbaye y fonda un prieuré (Saint-André de Faye). Dès le XVe siècle, il existait, à proximité, un manoir, propriété, semble-t-il, de la famille de Loménie. Cette famille occupe le site jusque vers 1690, moment où meurt sans postérité Pierre de Loménie, qui désigne alors comme son seul héritier son neveu Pierre de Villoutreys.

Mais, selon une tradition mal fondée, rapportée par les descendants de la famille de Labrouhe de Laborderie qui occupa le château entre 1813 et 1954, il aurait laissé un frère François qui, lui, aurait eu des descendants. Selon les usages du temps, la terre et le château de Faye auraient donc dû revenir à l'ainé de ses neveux Loménie. Mais par testament du 5 juillet 1690, Pierre de Loménie aurait institué, pour une raison personnelle, comme son héritier, Pierre de Villoutreys, son filleul, fils d'Annet de Villoutreys et de sa sœur Marie (dite Marion) de Loménie. En fait, cette histoire paraît très douteuse : les Loménie dits "du Puyrenon" n'étaient en fait que des cousins assez éloignés.
Le dernier représentant des Villoutreys de Faye nommé Louis-Henri Gratz, qui se suicida au château en 1811, déshérita ses sœurs entièrement au profit de son curateur l'abbé Louis Léonard de Loménie qu'il institue comme légataire universel (voir archives de Faye)[source secondaire souhaitée]. Faisant preuve d'une grandeur d'âme et d'un désintéressement plutôt rares, l'abbé de Loménie renonça à l'héritage par acte du 13 octobre 1810 au profit des sœurs du décédé. Mais sous le poids des dettes que leur laissait leur frère et la charge considérable que constituait l'entretien du château de Faye, il provoque la vente des biens de Faye avec autorisation par un jugement du Tribunal civil de Saint-Yrieix le 6 mai 1812. Après deux ventes aux enchères, l'adjudication est faite au profit de M. François Tenant de La Tour pour 112.100 Francs-Or.
Mais alors se produit un coup de théâtre qui éclate dès le lendemain le 9 janvier 1813 : monsieur François Tenant de La Tour déclare que l'adjudication des Biens de Faye n'était pas pour lui, qu'il avait enchéri et s'était rendu acquéreur au nom de Monsieur Léonard de Loménie prêtre, demeurant à Faye, commune de Flavignac pour une moitié et pour Madame Jeanne Françoise d'Haubech sa belle-sœur, veuve de François de Loménie, pour l'autre moitié.
Ainsi, la longue patience et plus particulièrement la magnanimité de l'abbé Louis Léonard, ancien curateur et précepteur de Henri-Gratz de Villoutreys, se trouvait récompensée. Et après une éclipse de 123 ans, la famille de Loménie rentrait en possession de ses biens.
Il semble bien que, l'adjudication fut décidée, l'abbé ait agi en sous-main, d'accord avec sa belle-sœur. La déclaration de commande de François Tenant de La Tour, ami de la famille, est là pour le prouver. Mazarin aurait parlé à ce sujet d'une savante combinazione, d'ailleurs courante, parfaitement légitime et légale. Ce n'était après tout que très juste après la grandeur d'âme dont Louis-Léonard avait fait preuve en renonçant au legs universel de son pupille, qui lui aurait permis d'hériter de Faye s'il avait voulu sans bourse délier. L'abbé préféra agir « à la loyale » et il en fut récompensé.
- L'arrière grand-mère de François Mitterrand, Marguerite Laure Emilie du Soulier de Clareuil était préceptrice au château de Faye à Flavignac à son mariage. Elle est décédée à Flavignac, au château de Faye.

Le château fait l'objet d'une patiente restauration par ses propriétaires actuels.

## Architecture
Il a été construit de 1782 à 1786 et l'architecte en a été Joseph Brousseau : dans les années 1780, l'ancien manoir datant des XVe – XVIIe siècles fut détruit, au moins en partie, et remplacé par un château moderne, dû à l'architecte Joseph Brousseau. Ce dernier est l'auteur de différents monuments de Limoges (lycée des Jésuites (aujourd'hui lycée Gay-Lussac), palais de l'Évêché, chapelle de la Visitation, etc.), de différents châteaux dans les environs de Limoges, ou encore du palais épiscopal de Sées en Normandie. Le nouveau château, qui n'était peut-être pas totalement terminé au moment de la Révolution française, notamment dans ses décors intérieurs, se présente comme un corps de logis principal encadré de deux pavillons surbaissés. Ses décors intérieurs (rez-de-jardin surélevé), de style classique, sont d'assez belle facture et bien conservés, notamment les salons. Un jardin à la française, complété par un potager, accompagnait le monument.
Le château, les terrasses et assises des jardins, les décors intérieurs, avec leurs boiseries et sculptures en bois doré, sont inscrits parmi les monuments historiques depuis le 4 mai 2000 .

## Parc et jardins
Le jardin comporte deux niveaux de terrasses rectangulaires, un potager et un verger en partie inscrits monument historique.
Le jardin situé à l'est a été transformé au XIXe siècle et un parc paysager a été créé en 1970.